# 이시도루스 히스팔렌시스
이시도루스 히스팔렌시스(라틴어: Isidorus Hispalensis, 스페인어: Isidoro de Sevilla 이시도로 데 세비야[*] 560년경 ~ 636년 4월 4일)는 30년 이상 세비야의 대주교로 지낸 사람으로, 역사가 몽탈렝베르는 그를 고대 세계의 최후의 학자로 언급했다. 대표적인 저서로는 《어원학》(Ethymologiae)이 있다.

## 백과사전 편저자
세비야의 이시도로는 《어원학》에서 “인체는 세계를 구성하는 4대 요소로 이루어져 있다. 인간의 살은 흙의 성질을, 피는 물의 성질을, 숨결은 공기의 성질을, 체온은 불의 성질을 지니고 있다.”라고 정의한 것으로 유명하다.

## 공헌

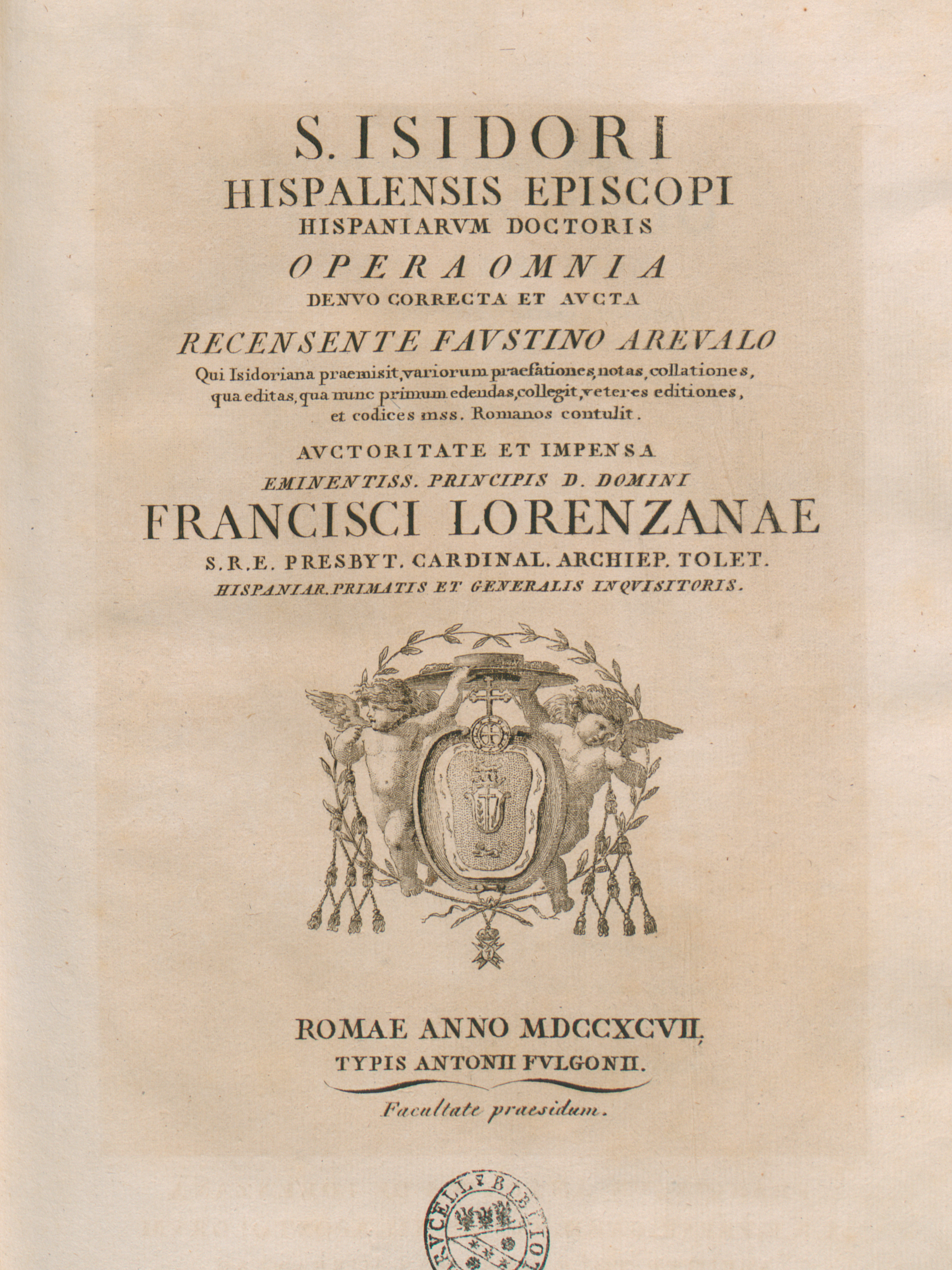
Opera omnia, 1797

이시도로는 세비야의 대주교로서 엄격한 규율로 교회의 기반을 확고히 하고, 중세 말까지 유럽의 정치를 지배하고 있던 두 개의 큰 주춧돌인 교회와 국가 간의 관계를 정비하여 치우침 없이 유지되고 운영될 수 있도록 공헌한 인물이다. 스페인에서는 대 야고보와 더불어 스페인을 대표하는 성인이다.
세비야 지역에 게르만족의 대이동(서고트족의 침입 409년)이 있었는데, 북방 인종으로 키가 크고 금발에 파란 눈이 특징으로 원래 거주지는 스칸디나비아 반도의 남부에서 지금의 북독일에 걸친 지역이다. 이들의 이동은 훈족이 볼가강을 건너 동고트 족을 정복함으로써 376년 로마 영토 안으로 이주, 476년 로마황제가 게르만족의 오토아케르에게 폐위되었다. 특히 세비야는 서고트 왕국의 지배 기간 동안 세비야시의 대주교이자 교회의 아버지라 알려진 “성 이시도로”가 탄생한 도시이다. 스페인에서 지금도 성인의 한 사람으로 추앙받는 “성 이시도로”는 독일계 유대인으로 알려져 있다.

## 같이 보기
- 세비야
- 농부 이시도르
- 가짜 이시도루스

## 참고 자료
- 「유럽」, 마드리드, 곽정란 저, 삼성출판사(2008년, 1002~1003p)
- 「역사를 바꾼 신무기」, 투척도끼 프랑시스카, 계동혁 저, 플래닛미디어(2009년, 152~157p)